# Londoner Konferenz (1848)
Auf der Londoner Konferenz im Oktober 1848 war die Schleswig-Holstein-Frage Gegenstand der Gespräche. 
Mit dem Aufkommen von Nationalbewusstsein im 19. Jahrhundert entstand zum einen das Bestreben Dänemarks, aus der jahrhundertealten Personalunion eine Realunion zu machen, zum anderen aus der deutschen Nationalbewegung die Idee der Loslösung Schleswig-Holsteins vom dänischen Regenten. Als der dänische König Friedrich VII. die Einverleibung Schleswigs nach Dänemark bestimmt hatte, erhoben sich die Schleswig-Holsteiner. 
Die dänische Seite schlug auf der Konferenz in London ein Arrangement auf der Basis einer Trennung Schleswigs von Holstein vor. Holstein sollte weiter dem Deutschen Bund zugehören, Schleswig (ein dänisches Lehen) mit separater Verfassung Teil der dänischen Krone werden. Großbritannien und Russland unterstützten das Vorhaben, auch Preußen und die deutsche Regierung in Frankfurt akzeptierten am 27. Januar 1849 den Plan.
Doch scheiterten die Vermittlungen an der Ablehnung durch Dänemark, dessen Herrscher am Prinzip der unauflöslichen Verbindung mit der dänischen Krone festhielt. Der Waffenstillstand von Malmö ging dann zu Ende und am 3. April 1849 flammten die Kampfhandlungen in der  Schleswig-Holsteinischen Erhebung wieder auf.